# Штястны, Андрей
Андрей Штястны (словац. Andrej Šťastný; 24 января 1991, Поважска-Бистрица, Чехословакия) — словацкий хоккеист, центральный нападающий. Игрок клуба «Зволен» и сборной Словакии по хоккею с шайбой.

## Биография
Воспитанник хоккейного клуба «Дукла» Тренчин. Выступал за команду на юниорском и молодёжном уровнях. В сезоне 2009/10 дебютировал в словацкой высшей лиге за команду «Оранж 20». Сезон 2010/11 начинал за «Оранж 20», конец сезона провёл за океаном в Западной хоккейной лиге в команде «Ванкувер Джайэнтс».
Сезон 2011/12 отыграл в Словакии за тренчинскую «Дуклу». В 50 матчах регулярного чемпионата словацкой Экстралиги забросил 11 шайб и отдал 18 голевых передач. 20 июля 2012 года игрок подписал просмотровый контракт с братиславским «Слованом». 7 августа подписал полноценный контракт сроком на 2 года.
Дебютировал в Континентальной хоккейной лиге 6 сентября 2012 года в матче против донецкого «Донбасса». 13 сентября забросил первую шайбу в ворота минского «Динамо».
Вызывался в молодёжную и юниорскую сборные Словакии. В 2014 году впервые сыграл на чемпионате мира по хоккею с шайбой, провёл 6 матчей, очков за результативность не набрал. также принимал участие в чемпионатах мира 2016 и 2017 годов (10 матчей, 0 очков).
В 2019 году стал чемпионом Словакии в составе клуба «Банска-Бистрица».
В настоящее время играет за команду Словацкой экстралиги «Зволен».

## Достижения
- Чемпион Словакии 2019
- Бронзовый призёр чемпионата Словакии 2012